# Wassili Iwanowitsch Lebedew-Kumatsch

Grabstein von Lebedew-Kumatsch auf dem Nowodewitschi-Friedhof in Moskau

Wassili Iwanowitsch Lebedew-Kumatsch (russisch Васи́лий Ива́нович Ле́бедев-Кума́ч; wiss. Transliteration Vasilij Ivanovič Lebedev-Kumač; * 24. Julijul. / 5. August 1898greg. in Moskau; † 20. Februar 1949 ebenda) war ein sowjetischer Liederdichter, Texter von Estrada-Schlagern, Satiriker und Autor von Film-Drehbüchern.

## Biografie
Lebedew-Kumatsch arbeitete 1919 bis 1921 im Pressebüro des Revolutionären Militärrates (Реввоенсовет) unter dem Vorsitz von Leo Trotzki sowie für die Propaganda-Abteilung Agit-ROSTA. Er studierte an der Staatlichen Universität Moskau und machte sich einen Namen als Verfasser satirischer Gedichte, Erzählungen und Essays, die in verschiedenen Zeitungen und Zeitschriften sowie als eigene Sammlungen veröffentlicht wurden. Er schrieb für die Bühne und für den Tonfilm, vor allem Liedtexte.
Lebedew-Kumatsch gilt als einer der Begründer des Genres des sowjetischen Massenliedes. Viele seiner Lieder wurden in der ganzen Sowjetunion bekannt, einige sogar international: Марш весёлых ребят (1934), Песня о Родине (1936; beide zu Melodien von Isaak Dunajewski), Гимн партии большевиков und Москва майская.
Zwei Tage nach dem deutschen Überfall auf die Sowjetunion im Juni 1941 veröffentlichten die Prawda und Der Rote Stern (die Zeitung der Roten Armee) ein Gedicht von Lebedew-Kumatsch mit dem Titel Священная война (Der heilige Krieg), das schon wenige Tage später von Alexander Alexandrow vertont und uraufgeführt wurde und bald quasi die „Kriegshymne der Sowjetunion“ wurde. Im Jahr 1941 erhielt er den Staatspreis der Sowjetunion.
Viele Lieder von Lebedew-Kumatsch wurden in zahlreichen Sprachen nachgedichtet, darunter auch auf Deutsch (u. a. von Stephan Hermlin und Erich Fried) und Chinesisch.

## Werke

### Satire
- Развод, 1925
- Чаинки в блюдце, 1925
- Со всех волостей, 1926
- Печальные улыбки, 1927
- Людишки и делишки, 1927

### Texte für Filmmusik
- Весёлые ребята
- Цирк

### Sammelwerke
- Лирика. Сатира. Фельетон, 1939
- Песни и стихотворения, 1960